# Kjolsäck

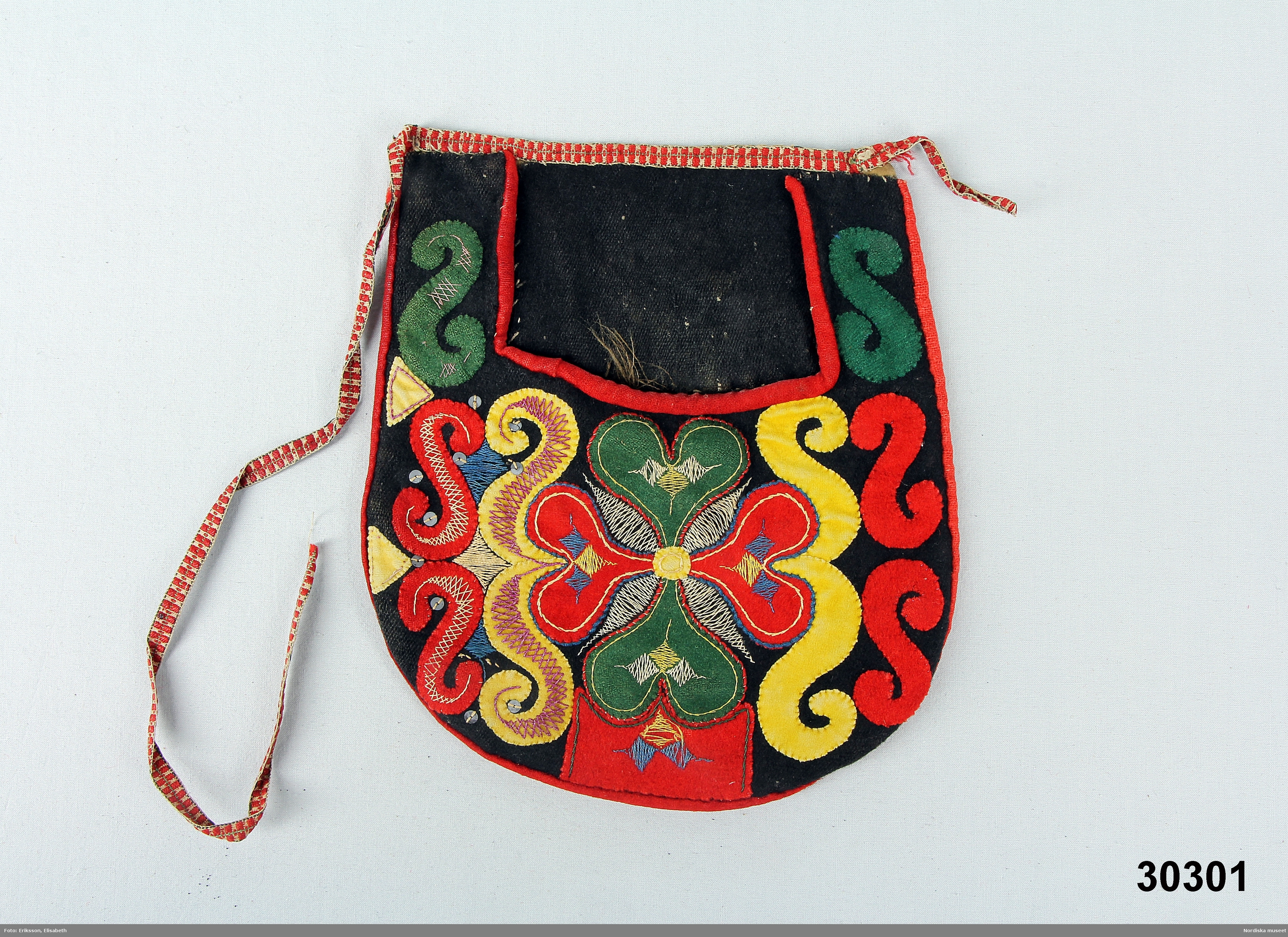
Kjolsäck från 1881.

Kjolsäck var förr en liten påse som användes som en väska, oftast av tyg, som sytts fast i ett band vilket fästes runt midjan. Kjolsäck bars av kvinnor med rörligt arbete, som hade svårt att hantera handväskor. 